# Shi Qinglan
Dans ce nom chinois, le nom de famille, Shi, précède le nom personnel.
Shi Qinglan, née le 6 janvier 1986 dans la province du Yunnan, est une cycliste chinoise spécialiste de VTT cross-country. Elle termine 12e de l'épreuve olympique 2012.

## Palmarès en VTT

### Jeux olympiques
- 2012
  - 12e de l'épreuve cross-country

### Championnats d'Asie
- 2008
  -  Médaillée de bronze du cross-country
- 2010
  -  Médaillée de bronze du cross-country
- 2011
  -  Championne d'Asie de cross-country
- 2013
  -  Championne d'Asie de cross-country
- 2014
  -  Championne d'Asie de cross-country

### Jeux asiatiques
- Guangzhou 2010
  -  Médaillée d'argent du cross-country[1]
- Incheon 2014
  -  Médaillée d'or du cross-country